# Giro del Lussemburgo 2024
Il Giro del Lussemburgo 2024, ottantaquattresima edizione della corsa e valevole come prova dell'UCI ProSeries 2024 categoria 2.Pro, si svolse in 5 tappe dal 18 al 22 settembre 2024 su un percorso di 706,7 km, con partenza e arrivo a Lussemburgo, nell'omonimo Paese. La vittoria è andata all'italiano Antonio Tiberi, che ha completato il percorso in 16h47'34", precedendo l'olandese Mathieu van der Poel e il francese David Gaudu.
Sul traguardo di Città del Lussemburgo 88 ciclisti, su 114 partiti dalla medesima località, hanno portato a termine la competizione.

## Tappe
| Tappa  | Data         | Percorso                                      | km    | Vincitore di tappa   | Leader cl. generale  |
| ------ | ------------ | --------------------------------------------- | ----- | -------------------- | -------------------- |
| 1ª     | 18 settembre | Lussemburgo > Lussemburgo                     | 158   | Mathieu van der Poel | Mathieu van der Poel |
| 2ª     | 19 settembre | Junglinster > Schifflange                     | 155   | Mads Pedersen        | Mathieu van der Poel |
| 3ª     | 20 settembre | Rosport > Diekirch                            | 201,3 | Mauri Vansevenant    | Mauri Vansevenant    |
| 4ª     | 21 settembre | Differdange > Differdange (cron. individuale) | 15,5  | Juan Ayuso           | Mathieu van der Poel |
| 5ª     | 22 settembre | Mersch > Lussemburgo                          | 176,9 | David Gaudu          | Antonio Tiberi       |
| Totale | Totale       | Totale                                        | 706,7 |                      |                      |

## Squadre e corridori partecipanti
Al via 19 squadre.
| N.    | Cod. | Squadra                         |
| ----- | ---- | ------------------------------- |
| 1-6   | UAD  | UAE Team Emirates               |
| 11-16 | ADC  | Alpecin-Deceuninck              |
| 21-26 | TBV  | Bahrain Victorious              |
| 31-36 | DAT  | Decathlon AG2R La Mondiale Team |
| 41-46 | EFE  | EF Education-EasyPost           |
| 51-56 | GFC  | Groupama-FDJ                    |
| 61-66 | LTK  | Lidl-Trek                       |
| 71-76 | MOV  | Movistar Team                   |
| 81-86 | SOQ  | Soudal Quick-Step               |
| 91-96 | TVL  | Team Visma-Lease a Bike         |

| N.      | Cod. | Squadra                 |
| ------- | ---- | ----------------------- |
| 101-106 | LTD  | Lotto Dstny             |
| 111-116 | Q36  | Q36.5 Pro Cycling Team  |
| 121-126 | TDT  | TDT-Unibet Cycling Team |
| 131-136 | TFB  | Team Flanders-Baloise   |
| 141-146 | PTK  | Team Polti Kometa       |
| 151-156 | TEN  | TotalEnergies           |
| 161-166 | TUD  | Tudor Pro Cycling Team  |
| 171-176 | UXT  | Uno-X Mobility          |
| 181-186 | LUX  | Lussemburgo             |

## Dettagli delle tappe

### 1ª tappa
- 18 settembre: Lussemburgo > Lussemburgo – 158 km

Risultati
| Pos. | Corridore            | Squadra | Tempo    |
| ---- | -------------------- | ------- | -------- |
| 1    | Mathieu van der Poel | Alpecin | 3h46'28" |
| 2    | Christophe Laporte   | Visma   | s.t.     |
| 3    | Andreas Kron         | Lotto   | s.t.     |

| Pos. | Corridore            | Squadra | Tempo    |
| ---- | -------------------- | ------- | -------- |
| 1    | Mathieu van der Poel | Alpecin | 3h46'18" |
| 2    | Christophe Laporte   | Visma   | a 4"     |
| 3    | Andreas Kron         | Lotto   | a 6"     |

### 2ª tappa
- 19 settembre: Junglinster > Schifflange – 155 km

Risultati
| Pos. | Corridore            | Squadra | Tempo    |
| ---- | -------------------- | ------- | -------- |
| 1    | Mads Pedersen        | Trek    | 3h41'27" |
| 2    | Mathieu van der Poel | Alpecin | s.t.     |
| 3    | Robin Froidevaux     | Tudor   | s.t.     |

| Pos. | Corridore            | Squadra | Tempo    |
| ---- | -------------------- | ------- | -------- |
| 1    | Mathieu van der Poel | Alpecin | 7h27'39" |
| 2    | Christophe Laporte   | Visma   | a 10"    |
| 3    | Andreas Kron         | Lotto   | a 12"    |

### 3ª tappa
- 20 settembre: Rosport > Diekirch – 201,3 km

Risultati
| Pos. | Corridore            | Squadra    | Tempo    |
| ---- | -------------------- | ---------- | -------- |
| 1    | Mauri Vansevenant    | Quick-Step | 4h53'34" |
| 2    | Mathieu van der Poel | Alpecin    | a 41"    |
| 3    | Marc Hirschi         | UAE        | s.t.     |

| Pos. | Corridore            | Squadra    | Tempo     |
| ---- | -------------------- | ---------- | --------- |
| 1    | Mauri Vansevenant    | Quick-Step | 12h21'16" |
| 2    | Mathieu van der Poel | Alpecin    | a 32"     |
| 3    | Marc Hirschi         | UAE        | a 45"     |

### 4ª tappa
- 21 settembre: Differdange > Differdange – Cronometro individuale – 15,5 km

Risultati
| Pos. | Corridore      | Squadra | Tempo  |
| ---- | -------------- | ------- | ------ |
| 1    | Juan Ayuso     | UAE     | 19'11" |
| 2    | Antonio Tiberi | Bahrain | a 7"   |
| 3    | Mads Pedersen  | Trek    | a 11"  |

| Pos. | Corridore            | Squadra    | Tempo     |
| ---- | -------------------- | ---------- | --------- |
| 1    | Mathieu van der Poel | Alpecin    | 12h41'18" |
| 2    | Juan Ayuso           | UAE        | a 3"      |
| 3    | Mauri Vansevenant    | Quick-Step | s.t.      |

### 5ª tappa
- 22 settembre: Mersch > Lussemburgo – 176,9 km

Risultati
| Pos. | Corridore     | Squadra  | Tempo    |
| ---- | ------------- | -------- | -------- |
| 1    | David Gaudu   | Groupama | 4h06'03" |
| 2    | Quinn Simmons | Trek     | a 3"     |
| 3    | Jordan Jegat  | Total    | s.t.     |

| Pos. | Corridore            | Squadra  | Tempo     |
| ---- | -------------------- | -------- | --------- |
| 1    | Antonio Tiberi       | Bahrain  | 16h47'34" |
| 2    | Mathieu van der Poel | Alpecin  | a 15"     |
| 3    | David Gaudu          | Groupama | a 16"     |

## Evoluzione delle classifiche
| Tappa              | Vincitore                | Classifica generale Maglia gialla | Classifica a punti Maglia blu | Classifica scalatori Maglia nera | Classifica giovani Maglia bianca | Classifica a squadre    |
| ------------------ | ------------------------ | --------------------------------- | ----------------------------- | -------------------------------- | -------------------------------- | ----------------------- |
| 1ª                 | Mathieu van der Poel     | Mathieu van der Poel              | Mathieu van der Poel          | Pepijn Reinderink                | Finn Fisher-Black                | Team Visma-Lease a Bike |
| 2ª                 | Mads Pedersen (ciclista) | Mathieu van der Poel              | Mathieu van der Poel          | Pepijn Reinderink                | Idar Andersen                    | Team Visma-Lease a Bike |
| 3ª                 | Mauri Vansevenant        | Mauri Vansevenant                 | Mathieu van der Poel          | Pepijn Reinderink                | Mauri Vansevenant                | Team Visma-Lease a Bike |
| 4ª                 | Juan Ayuso               | Mathieu van der Poel              | Mathieu van der Poel          | Pepijn Reinderink                | Juan Ayuso                       | UAE Team Emirates       |
| 5ª                 | David Gaudu              | Antonio Tiberi                    | Mathieu van der Poel          | Pepijn Reinderink                | Antonio Tiberi                   | UAE Team Emirates       |
| Classifiche finali | Classifiche finali       | Antonio Tiberi                    | Mathieu van der Poel          | Pepijn Reinderink                | Antonio Tiberi                   | UAE Team Emirates       |

Maglie indossate da altri ciclisti in caso di due o più maglie vinte
- Nella 2ª e 3ª tappa Christophe Laporte ha indossato la maglia blu al posto di Mathieu van der Poel.
- Nella 4ª tappa Antonio Tiberi ha indossato la maglia bianca al posto di Mauri Vansevenant.
- Nella 5ª tappa Mads Pedersen ha indossato la maglia blu al posto di Mathieu van der Poel.

## Classifiche finali

### Classifica generale - Maglia gialla
| Pos. | Corridore         | Squadra       | Tempo     |
| ---- | ----------------- | ------------- | --------- |
| 1    | Antonio Tiberi    | Bahrain       | 16h47'34" |
| 2    | M. van der Poel   | Alpecin       | a 15"     |
| 3    | David Gaudu       | Groupama      | a 16"     |
| 4    | Mauri Vansevenant | Soudal        | a 19"     |
| 5    | Juan Ayuso        | UAE           | a 21"     |
| 6    | Marc Hirschi      | UAE           | a 26"     |
| 7    | Harry Sweeny      | EF            | a 46"     |
| 8    | Jordan Jegat      | TotalEnergies | a 54"     |
| 9    | Davide Piganzoli  | Polti         | a 1'04"   |
| 10   | Mats Wenzel       | Lussemburgo   | a 1'15"   |

### Classifica a punti - Maglia blu
| Pos. | Corridore            | Squadra  | Punti |
| ---- | -------------------- | -------- | ----- |
| 1    | Mathieu van der Poel | Alpecin  | 70    |
| 2    | Mads Pedersen        | Trek     | 42    |
| 3    | Antonio Tiberi       | Bahrain  | 37    |
| 4    | Marc Hirschi         | UAE      | 34    |
| 5    | David Gaudu          | Groupama | 31    |

### Classifica scalatori - Maglia nera
| Pos. | Corridore              | Squadra | Punti |
| ---- | ---------------------- | ------- | ----- |
| 1    | Pepijn Reinderink      | Soudal  | 26    |
| 2    | Mauri Vansevenant      | Soudal  | 20    |
| 3    | Louis Vervaeke         | Soudal  | 16    |
| 4    | Johannes Kulset        | Uno-X   | 11    |
| 5    | Johannes Staune-Mittet | Visma   | 10    |

### Classifica giovani - Maglia bianca
| Pos. | Corridore         | Squadra       | Tempo     |
| ---- | ----------------- | ------------- | --------- |
| 1    | Antonio Tiberi    | Bahrain       | 16h47'34" |
| 2    | Mauri Vansevenant | Soudal        | a 19"     |
| 3    | Juan Ayuso        | UAE           | a 21"     |
| 4    | Jordan Jegat      | TotalEnergies | a 54"     |
| 5    | Davide Piganzoli  | Polti         | a 1'04"   |

### Classifica a squadre
| Pos. | Squadra                 | Tempo     |
| ---- | ----------------------- | --------- |
| 1    | UAE Team Emirates       | 50h27'05" |
| 2    | Movistar Team           | a 30"     |
| 3    | Team Visma-Lease a Bike | a 1'33"   |
| 4    | Groupama-FDJ            | a 1'57"   |
| 5    | EF Education-EasyPost   | a 3'14"   |